# Zhang Xuelei
Zhang Xuelei (en chino, 張學雷; Shenyang, China, 13 de mayo de 1963-China Taipéi, 21 de junio de 2024) fue un baloncestista y entrenador de baloncesto singapurense nacido en China que jugó en la posición de escolta.

## Carrera

### Club
| Periodo   | Club              |
| --------- | ----------------- |
| 1983-1996 | Singapur Tonghuai |
| 1996-1999 | Happy Leopards    |

### Selección nacional
Representó a China en los Juegos Olímpicos de Seúl 1988 y en el Campeonato FIBA Asia en 1987.

### Entrenador
| Periodo   | Club               |
| --------- | ------------------ |
| 2005-2014 | Yulon Luxgen Dinos |
| 2010      | China Taipéi       |

## Muerte
Zhang Xuelei falleció en Taiwán el 21 de junio de 2024 debido a la cirrosis hepática.

## Logros

### Jugador
- Primer equipo del año de baloncesto profesional chino en 1987.

### Entrenador
- Super Basketball League (3): 2005, 2006, 2010